# انتخابات مجلس شورای اسلامی (۱۴۰۳–۱۴۰۲)
انتخابات دوازدهمین دوره مجلس شورای اسلامی در دو دور در تاریخ ۱۱ اسفند ۱۴۰۲ و ۲۱ اردیبهشت ۱۴۰۳ برای تعیین نمایندگان دوازدهمین دوره مجلس (۲۹۰ نماینده برای یک دوره چهار ساله) برگزار شد. پس از موافقت شورای نگهبان با یکی از تاریخ‌های پیشنهادی وزارت کشور، تصمیم بر این شد که مرحله اول این انتخابات همزمان با انتخابات ششمین دوره مجلس خبرگان رهبری در روز جمعه ۱۱ اسفند برپا شود.
در بین جناح‌های سیاسی، جناح اصول‌گرایان فعالیت انتخاباتی خود را در قالب دو تشکل اصلی خود یعنی شورای ائتلاف و شورای وحدت آغاز کرد. سپس سومین ائتلاف اصول‌گرایان به نام ائتلاف امنا در مخالفت با «پدرخوانده‌های سیاسی»، اعلام موجودیت کرد. ائتلاف صدای ملت به سرفهرستی علی مطهری (حوزه انتخابیه تهران، ری، شمیرانات، اسلامشهر و پردیس) در پنجم اسفند اعلام موجودیت کرد.
بخشی از کاندیداها از جمله برخی از نمایندگان فعلی مجلس توسط شورای نگهبان رد صلاحیت شدند؛ رد صلاحیت‌های گسترده انتقادات پیرامون یکپارچه‌سازی (جریان خالص‌سازی) توسط بخش انتصابی حاکمیت را در پی داشت. میزان مشارکت احتمالاً پایین در انتخابات نیز یکی از موضوعات مهم مورد بحث پیرامون این انتخابات است. سخنگوی ستاد انتخابات کشور تعداد واجدین شرایط رأی‌دهی را ۶۱ میلیون و ۱۷۲ هزار و ۲۹۸ نفر اعلام کرد.

## نام‌نویسی
در ۱۲ مرداد ۱۴۰۲ میلیون‌ها پیامک دعوت به کاندیداتوری انتخابات مجلس شورای اسلامی ۱۴۰۲ از طرف وزارت کشور برای بسیاری از مردم ایران فرستاده شد که اقدامی بی‌سابقه بود.
ثبت نام اولیه داوطلبان انتخابات دوازدهمین دوره مجلس شورای اسلامی طی مدت یک هفته در ۲۷ مهر تا ۳ آبان ۱۴۰۲ انجام شد. در این دوره ۲۴٫۸۲۹ داوطلب نام‌نویسی کردند که ۱۲ درصد آنها زن بودند. ۱٫۲۱۸ هیئت اجرایی کار انتخابات را انجام می‌دهند و ۴ تا ۱۸ آبان زمان بررسی صلاحیت داوطلبان بوده‌است.
سخنگوی ستاد انتخابات کشور در ۲ بهمن ۱۴۰۲ اعلام کرد که صلاحیت ۱٫۰۱۴ نماینده‌ای که در هیئت‌های اجرایی احراز نشده بودند، تأیید و مجموعاً ۱۲٫۰۳۳ نفر تأیید صلاحیت شدند.

## رد صلاحیت‌ها
ستاد انتخابات کشور در روز جمعه ۱۹ آبان از پایان بررسی صلاحیت داوطلبان این انتخابات در هیئت‌های اجرایی خبر داد. رد صلاحیت منتقدان دولت سید ابراهیم رئیسی، چهره‌های میانه‌رو و تعداد معدود اصلاح‌طلبان و چندین نماینده وقت مجلس ایران در رسانه‌ها و روزنامه‌های این کشور واکنش‌های گسترده‌ای پیدا کرد. بسیاری این مسئله را ادامه روند خالص‌سازی خواندند.
نمایندگان فعلی
طبق اعلام سخنگوی شورای نگهبان ۲۷۵ نماینده فعلی مجلس برای انتخابات مجلس دوازدهم ثبت نام کرده بودند، از این میان ۲۷ نماینده صلاحیت‌شان تأیید نشده‌است، اسامی این افراد به شرح زیر است:
- مهدی عیسی‌زاده
- جلال محمودزاده
- سید علی موسوی
- احمد علیرضابیگی
- سید کاظم موسوی
- سید غنی نظری
- جلیل رحیمی جهان‌آبادی
- احسان ارکانی
- علی جدی
- سید مجتبی محفوظی
- سید لفته احمدنژاد
- قاسم ساعدی
- کمال علی‌پور خنکداری
- احمد دنیامالی
- رضا حاجی‌پور
- شهریار حیدری
- محسن فتحی
- سیدمهدی فرشادان
- معین‌الدین سعیدی
- اسماعیل حسین‌زهی
- جلال رشیدی کوچی
- مجید انصاری
- رجب رحمانی
- محمد خدابخشی
- محمود احمدی‌بیغش
- اسفندیار اختیاری
- اردشیر مطهری[۲۶]

## مشروعیت مجلس

### مشارکت پایین
در تاریخ ۱۱ تیرماه ۱۴۰۲ یافته‌های یک نظرسنجی نشان داد که ۵۸ درصد از مردم اصلاً خبر ندارند که امسال انتخابات مجلس برگزار می‌شود.
پس از انتخاب حسن روحانی به عنوان رئیس‌جمهور و وخیم‌تر شدن اوضاع اقتصادی و بروز اعتراضات دی ۱۳۹۶ ایران بسیاری به دلیل ناامیدی از اصلاحات و بهبود شرایط اقتصادی قید شرکت در انتخابات را زدند.
بسیاری از کارشناسان که دربارهٔ این انتخابات صحبت کرده‌اند گفته‌اند: «انتخابات دیگر برای مردم ایران مهم نیست و حتی برای مردم ارزش فکر کردن دربارهٔ تحریم یا مشارکت در آن را ندارد.»
سید احمد خاتمی عضو هیئت رئیسه مجلس خبرگان رهبری در تاریخ ۶ آذرماه ۱۴۰۲ دربارهٔ مشارکت در این انتخابات گفت: «توطئه آینده دشمنان این است که ۱۱ اسفند را به رفراندوم علیه نظامی اسلامی مبدل کنند، لذا باید هوشیار بود و با حضور در انتخابات به میهن و وطن خدمت کنیم، چون مسئله حضور در انتخابات مسئله اول ماست.»
مصطفی کواکبیان، سیاستمدار اصلاح‌طلب در ۱۵ آذرماه ۱۴۰۲ ضمن ارزیابی فضای سیاسی دانشگاه‌ها در آستانه انتخابات مجلس دوازدهم به واگرایی دو طرفه جامعه دانشگاهی و مسئولان از یکدیگر اشاره کرد و گفت: «دانشجویان حتی نمی‌دانند قرار است انتخابات چه زمانی برگزار شود.»
علی ربیعی سیاستمدار اصلاح‌طلب در ۲۷ آذرماه ۱۴۰۲ دربارهٔ انتخابات مجلس شورای اسلامی گفت: «هرچه به انتخابات نزدیک‌تر می‌شویم میزان مشارکت درحال کاهش است.»
مصطفی کواکبیان، سیاستمدار اصلاح‌طلب و دبیرکل حزب مردم‌سالاری در ۱ دی‌ماه ۱۴۰۲ گفت: «ما اصلاح‌طلبان برای ورود به انتخابات و لیست دادن کاندیدا نداریم.»
سید یوسف طباطبایی‌نژاد امام جمعه اصفهان دربارهٔ عدم مشارکت مردم در این انتخابات گفت: «اگر آمار تعداد آرا در انتخابات کم باشد، این استنباط را می‌کنند که مردم از حکومت روگردان شده‌اند.»

### تحریم انتخابات و تعبیر به رفراندوم نظام جمهوری اسلامی
در پی مشارکت پایین در انتخابات دوره پیشین به‌دلیل نارضایتی مردم از عملکرد نظام جمهوری اسلامی و به دنبال سخنرانی سید علی خامنه‌ای، مشروعیت انتخابات در چهارچوب جمهوری اسلامی زیر سؤال است:
می‌گویند «رأی مردم ربطی به نظام اسلامی و تأیید نظام اسلامی ندارد»! چرا آقاجان؛ حتّی کسانی که ممکن است در دل از نظام اسلامی گله‌مندی هم داشته باشند، امّا وقتی می‌آید در چهارچوب نظام رأی می‌دهد، معنایش این است که این چهارچوب را قبول می‌کند و به آن اعتماد می‌کند و آن را کارآمد می‌داند که در چهارچوب آن دارد حرکت می‌کند.— سید علی خامنه‌ای، 
این سخن خامنه‌ای از سوی مخالفان نظام به رفراندوم جمهوری اسلامی برداشت و عدم شرکت در انتخابات، به مخالفت با نظام جمهوری اسلامی در ایران تعبیر گردید. این نکته حتی به سخنرانی و گفتگوهای مسئولان جمهوری اسلامی رسوخ یافت چنانچه مرکز پژوهش‌های مجلس شورای اسلامی با انتشار مقاله‌ای با گفتگو با یکی از نمایندگان مجلس تحت عنوان «تلاش خارج نشین‌ها برای تأثیرگذاری و تحریم انتخابات مجلس» اقدام به تحلیل موضوع نمود.
نرگس محمدی فعال حقوق بشر که در زندان است در بیانیه‌ای با تحریم این انتخابات رأی ندادن در این انتخابات را باعث عدم مشروعیت حکومت دانست:
تحریم انتخابات نمایشی در کنار مردم آگاه و سربلند سراسر ایران از سیستان و بلوچستان تا کردستان، از خوزستان تا آذربایجان خواهم بود تا عدم مشروعیت جمهوری اسلامی و شکاف رژیم استبدادی سرکوبگر با مردم را اعلام نماییم.
کلیه ارکان نظام اقدام به تبلیغ گسترده‌ای برای شرکت در انتخابات کردند و همچنین اقدام به تهدید اصلاح‌طلبان در خصوص تحریم انتخابات نمودند.
طی یک نظر سنجی که توسط خبرآنلاین منتشر شده و تنها یک روز بعد از سایت آن حذف و خبر آنلاین اعلام کرد: «در تماس تلفنی از خبرآنلاین خواسته شد تا این خبر را از خروجی خود حذف کند.» در این تماس تلفنی تأکید شده که «انتشار هر گونه نظرسنجی دربارهٔ انتخابات، خلاف مصوبه است». این خبرگزاری ادامه داد معلوم نیست که این ممنوعیت «مستند به کدام مصوبه قانونی است و چنین مصوبه‌ای، خروجی تصمیم کدام نهاد ذی‌صلاح و تصمیم‌گیر است؟ و چرا تاکنون به رسانه‌ها ابلاغ رسمی نشده و ابلاغ شفاهی و تلفنی، جایگزین ابلاغ رسمی شده‌است؟» به هر روی نتایج این نظرسنجی بازتاب گسترده‌ای یافت. با استناد به نتایج این نظر سنجی، میزان مشارکت در انتخابات اسفندماه ۱۴۰۲ در کل کشور ۳۰ درصد خواهد بود. همچنین در استان تهران میزان مشارکت در حدود ۲۲ درصد و در شهر تهران ۱۵ درصد پیش‌بینی شده‌است. در ماه‌های پیش‌تر میزان مشارکت در کل کشور ۳۶ درصد پیش‌بینی شده بود. نتایج مشخص می‌کند که پیش‌تر، از هر دو و نیم نفر یک نفر حاضر به پاسخ‌گویی به سوالات نظرسنجی بود، اما بعداً از هر پنج نفر یک نفر پاسخگو بود و در حال حاضر نیز از هر هشت نفر یک نفر حاضر شده در نظرسنجی شرکت کند.
طحان نظیف، سخنگوی شورای نگهبان، ساعاتی مانده به پایان رأی‌گیری دربارهٔ نرخ مشارکت چنین اظهارنظر کرد: «طبق شواهد درصد مشارکت خوب و حتی نسبت به انتخابات مجلس یازدهم بهتر شده‌است».

## نتایج

### مشارکت
مجموع آرای اخذ شده در انتخابات ۲۴٬۸۶۱٬۵۴۲ رأی بود که مشارکت ۴۰٫۶٪ را ثبت نمود. این میزان، پایین‌ترین درصد مشارکت در انتخابات‌های مجلس شورای اسلامی بود. میزان مشارکت در دور قبل ۴۲٫۵٪ بوده‌است. رئیس ستاد انتخابات کشور، تعداد واجدان حق رأی را ۶۱٬۱۷۲٬۲۹۸ نفر اعلام کرده بود.
گفته می‌شود به دلیل سانسور مطبوعات و نبود ناظران مستقل در انتخابات ایران، راستی‌آزمایی آمار شرکت‌کنندگان انجام‌پذیر نیست.
گزارش شد که در برخی از حوزه‌های انتخاباتی آراء باطله اول یا دوم شدند، مقایسه آمار کنونی با دوره‌های قبلی و شمار واجدین شرایط نشان می‌دهد که شمار آرای نامزدها در تهران به شکل چشمگیری از همهٔ دوره‌ای انتخابات مجلس کمتر است.

### ترکیب منتخبان
از بین ۲۹۰ کرسی، تکلیف ۲۴۵ کرسی در دور نخست مشخص شد. جناح اصول‌گرایان با چهار فهرست انتخاباتی در این انتخابات شرکت داشت که بیشترین سهم کرسی‌ها به شورای ائتلاف و کمترین سهم به شورای وحدت رسید. همچنین ۲۷ نامزد پیروز نیز علی‌رغم سابقه اصول‌گرایی، در هیچ‌یک از فهرست‌های اصول‌گرایان حضور نداشتند. جناح اصلاح‌طلبان بدون ارائه فهرست انتخاباتی، ۳۷ کرسی اختصاصی، سه کرسی مشترک با شورای ائتلاف، چهار کرسی مشترک با امناء و یک کرسی مشترک با صبح ایران را به دست آوردند. ۳۷ نامزد پیروز دارای هویت مستقل بودند و پنج کرسی نیز به اقلیت‌های دینی اختصاص یافت. تکلیف ۴۵ کرسی باقی‌مانده از ۲۲ حوزه انتخابیه به دور دوم موکول شد. بیشترین کرسی بلاتکلیف در این انتخابات، مربوط به حوزه انتخابیه تهران، ری، شمیرانات، اسلامشهر و پردیس بود که در آن ۳۲ نامزد برای کسب ۱۶ کرسی به رقابت پرداختند.
در نهایت، شورای ائتلاف توانست با ۵۸ نامزد پیروز اختصاصی، بیشترین موفقیت را در بین فهرست‌های انتخاباتی کسب کرد. پس از شانا، اصلاح‌طلبان با ۴۰ نامزد اختصاصی قرار گرفتند. امناء با ۱۶ نامزد اختصاصی در جایگاه سوم و صبح ایران نیز با ۱۱ نامزد اختصاصی در جایگاه‌های بعدی بودند. نامزدهای اختصاصی صبح ایران در دور دوم انتخابات ناکام ماندند و در هیچ حوزه‌ای، پیروزِ رقابت‌ها نشدند. کمترین نامزدان اختصاصی راه‌یافته به مجلس دوازدهم نیز متعلق به شورای وحدت با چهار نفر بود. سایر راه‌یافتگان مجلس دوازدهم، مستقل‌ها یا کسانی هستند که نام‌شان حداقل در دو فهرست انتخاباتی مجزا درج شده بود.
| جناح اصلی      | طبقه‌بندی              | سهم              | مجموع جناح       |
| -------------- | --------------------- | ---------------- | ---------------- |
| اصول‌گرایان     | عضو فهرست‌های اصلی     | ۱۵۴ از ۲۹۰ (۵۳٪) | ۱۹۷ از ۲۹۰ (۶۸٪) |
| اصول‌گرایان     | خارج از فهرست‌های اصلی | ۴۳ از ۲۹۰ (۱۵٪)  | ۱۹۷ از ۲۹۰ (۶۸٪) |
| اصلاح‌طلبان     | اختصاصی               | ۴۰ از ۲۹۰ (۱۴٪)  | ۴۸ از ۲۹۰ (۱۷٪)  |
| اصلاح‌طلبان     | عضو فهرست‌های اصول‌گرا  | ۸ از ۲۹۰ (۳٪)    | ۴۸ از ۲۹۰ (۱۷٪)  |
| مستقل          | —                     | —                | ۴۰ از ۲۹۰ (۱۴٪)  |
| اقلیت‌های مذهبی | —                     | —                | ۵ از ۲۹۰ (۲٪)    |

| فهرست            | فهرست            | اشتراک با فهرست‌های دیگر | اشتراک با فهرست‌های دیگر | اشتراک با فهرست‌های دیگر | اشتراک با فهرست‌های دیگر | اشتراک با فهرست‌های دیگر | اشتراک با فهرست‌های دیگر | اشتراک با فهرست‌های دیگر | اشتراک با فهرست‌های دیگر | مجموع فهرست |     |
| فهرست            | فهرست            |                         | شورای ائتلاف            |                         | اُمناء                   |                         | صبح ایران               |                         | شورای وحدت              | مجموع فهرست |     |
| ---------------- | ---------------- | ----------------------- | ----------------------- | ----------------------- | ----------------------- | ----------------------- | ----------------------- | ----------------------- | ----------------------- | ----------- | --- |
|                  | شورای ائتلاف     | ۵۸                      | ۵۸                      | ۳۳                      | ۳۳                      | ۷                       | ۷                       | ۱                       | ۱                       | ۱۰۷         | ۱۰۷ |
| ۸                | شورای ائتلاف     | ۵۸                      | ۵۸                      |                         |                         |                         |                         | ۱                       | ۱                       | ۱۰۷         | ۱۰۷ |
|                  | اُمناء            | ۳۳                      | ۳۳                      | ۱۶                      | ۱۶                      | ۱۵                      | ۱۵                      | ۲                       | ۲                       | ۷۹          | ۷۹  |
| ۸ و با صبح ایران | ۸ و با صبح ایران | ۸ و با شانا             | ۸ و با شانا             | ۱۶                      | ۱۶                      |                         |                         | ۲                       | ۲                       | ۷۹          | ۷۹  |
|                  | صبح ایران        | ۷                       | ۷                       | ۱۵                      | ۱۵                      | ۱۲                      | ۱۲                      | ۱                       | ۱                       | ۴۸          | ۴۸  |
| ۸                | ۸                | ۵ و با شورای وحدت       | ۵ و با شورای وحدت       | ۵ و با امناء            | ۵ و با امناء            | ۱۲                      | ۱۲                      |                         |                         | ۴۸          | ۴۸  |
|                  | شورای وحدت       | ۱                       | ۱                       | ۲                       | ۲                       | ۱                       | ۱                       | ۴                       | ۴                       | ۱۳          | ۱۳  |
| ۵                | شورای وحدت       | ۱                       | ۱                       |                         |                         |                         |                         | ۴                       | ۴                       | ۱۳          | ۱۳  |

## واکنش‌ها
مشارکت پایین مردم در انتخابات با استقبال مخالفان جمهوری اسلامی همراه شد و آنان این عدم مشارکت را «آری» مردم ایران به سرنگونی نظام جمهوری اسلامی تلقی کردند. هشتگ «سیرک انتخابات» در فضای مجازی ایران ترند شد. رضا پهلوی، ولیعهد سابق ایران، عدم مشارکت مردم در انتخابات را ستود و نوشت «با اتحادی کم‌نظیر، بزرگ‌ترین نافرمانی مدنی تاریخ خود را رقم زدیم. این بار، اکثریت قاطع ما در کنار هم ایستادیم، و به جای هم‌دستی با قاتلان عزیزان‌مان، بایکوت را انتخاب کردیم.»
یک روز پس از انتخابات در ایران و مشارکت حداقلی مردم در این دوره هر دلار آمریکا در بازار تهران از مرز ۶۰ هزار تومان عبور کرد. ابرام پیلی، معاون نماینده ویژه آمریکا در امور ایران، روز جمعه ۱۱ اسفند ماه گفت «مردم ایران به خوبی می‌دانند که این انتخابات، صرف نظر از نتایج آن، انتخابات مردمی نیستند؛ و ما هم با آنها هم عقیده‌ایم.» مریم رجوی، رهبر مجاهدین خلق، انتخابات ۱۱ اسفند را «نه بزرگ به دیکتاتوری و رأی مردم ایران به سرنگونی رژیم ولایت فقیه» توصیف کرد.
تحلیل‌گران و نظرسنجی‌ها پیش‌بینی کردند که انتخابات با استقبال روبه‌رو نخواهد شد. برخی نیز پیش‌بینی کردند که این سردترین انتخابات تاریخ ۴۵ ساله جمهوری اسلامی باشد. پیش از آغاز انتخابات، مخالفان سیاسی حکومت از شهروندان خواستند تا این انتخابات را تحریم کنند. در رابطه با موضع گروه‌های مختلف اصلاح‌طلب از قبیل جبهه اصلاحات ایران گزارش‌های ضد و نقیضی منتشر شد. آذر منصوری، دبیرکل جبهه اصلاحات ایران در ایکس (پیش‌تر توییتر) نوشت که سید محمد خاتمی، رئیس‌جمهور پیشین، در انتخابات شرکت نکرده‌است.
در روز انتخابات، رسانه‌های وابسته به حکومت از استقبال مردم خبر می‌دادند. وزارت کشور اعلام کرد به دلیل «ازدحام جمعیت در برخی صندوق‌ها» رای‌گیری تا نیمه‌شب تمدید خواهد شد. با این حال در رسانه‌های اجتماعی ویدئوهایی از حضور کم مردم در مراکز رای‌گیری منتشر می‌شد. در صورتی که نامزد انتخابات مجلس شورای اسلامی به ۲۰ درصد آرای اخذ شده دست پیدا نکند، انتخابات به دور دوم کشیده خواهد شد. عباس جوهری، رئیس ستاد انتخابات تهران، اعلام کرد این احتمال وجود دارد که انتخابات این شهر به دور دوم کشیده شود. انتخابات ۲۱ حوزه انتخابیه از ۱۵ استان هم به دور دوم کشیده شده‌است.

## یادداشت
1. ↑  شورای ائتلاف ۵۸ کرسی اختصاصی و ۴۹ کرسی مشترک با سایر فهرست‌ها به دست آورد. از ۴۹ کرسی مشترک، ۳۳ کرسی مشترک با امناء، ۷ کرسی مشترک با صبح ایران، و ۸ کرسی مشترک با هر دو بود و ۱ کرسی نیز مشترک با شورای وحدت به دست آورد.[۷]
2. ↑  امناء ۱۶ کرسی اختصاصی و ۶۳ کرسی مشترک با سایر فهرست‌ها به دست آورد. از ۶۳ کرسی مشترک، ۳۳ کرسی مشترک با شورای ائتلاف، ۱۵ کرسی مشترک با صبح ایران، و ۸ کرسی مشترک با هر دو بود. امناء ۲ کرسی مشترک با شورای وحدت و ۵ کرسی مشترک با شورای وحدت و صبح ایران نیز کسب کرد.[۷]
3. ↑  صبح ایران ۱۲ کرسی اختصاصی و ۳۶ کرسی مشترک با سایر فهرست‌ها به دست آورد. از ۳۶ کرسی مشترک، ۷ کرسی مشترک با شورای ائتلاف، ۱۵ کرسی مشترک با امناء، و ۸ کرسی مشترک با هر دو بود. همچنین ۱ کرسی مشترک با شورای وحدت و ۵ کرسی مشترک با شورای وحدت و امناء نیز به دست آورد.[۷]
4. ↑  شورای وحدت ۴ کرسی اختصاصی و ۹ کرسی مشترک با سایر فهرست‌ها به دست آورد. از ۹ کرسی مشترک، ۱ کرسی مشترک با شورای ائتلاف، ۲ کرسی مشترک با امناء، ۱ کرسی مشترک با صبح ایران و ۵ کرسی مشترک با امناء و صبح ایران به دست آورد.[۷]